# 宋希璟
宋 希璟（そう きけい、辛禑2年（1376年） - 世宗28年（1446年））は、李氏朝鮮の官僚。字は正夫、号は老松堂。世宗2年（1420年）、応永の外寇に係る回礼使として室町時代の日本に派遣され、『老松堂日本行録』を著した。

## 経歴
高麗辛禑2年（1376年）、公洪道連山県竹安坊筠亭里（忠清南道論山市連山面）に生まれた。太宗2年（1402年）春、科挙別科第三に合格し、太宗4年（1404年）翰林院に入り、太宗7年（1407年）司諫院正言となり、聴暁楼報漏閣の創営に当たったが、命令違反により罷免され、帰郷した。太宗9年（1409年）司諫院献納として復帰し、芸文館修撰に選ばれ、太宗11年（1411年）には聖節使書状官として明に上った。
その後、知錦山郡事に就任したが、太宗15年（1415年）5月17日、丁香、乾肉を献上するため狩猟を行った際、獐鹿を独占しようとした郡吏2人を杖殺した罪で杖一百を言い渡され、病死と抗弁するも認められず、翌年1月17日執行された。太宗17年（1417年）には任添年、崔得霏、李茂昌と共に北京から帰国している。また、この間知制誥を兼帯した。
世宗元年（1419年）、朝鮮は倭寇討伐のため対馬出兵を行ったが、これが日本側で応永の外寇として脅威をもって受け止められ、室町幕府足利義持は朝鮮側の意図を探るため、無涯亮倪を使者として派遣した。これを受け、朝鮮は日本使者の帰国に回礼使を伴わせることとなり、希璟を抜擢した。世宗2年（1420年）閏1月15日に漢城を出発し、釜山から対馬、壱岐、博多を経て瀬戸内海を東上し、4月21日京都に到着、6月26日足利義持に謁見し、10月25日帰京した。なお、この時の身分は奉正大夫、僉知承文院事、直集賢殿。帰国後、労を労われて繕工監正となった。
その後知天嶺郡事となったが、世宗4年（1422年）1月10日、司憲執義朴安臣等によって過去の罪状が取り上げられ、守令に不適格と非難されている。世宗4年（1422年）太宗上王が死去し、『太宗実録』編修に関わった。晩年は判司宰として全羅南道潭陽郡に退隠し、世宗28年（1446年）錡谷郷荘（鳳山面錡谷里）で死去した。

## 親族
礪山宋氏分流新平宋氏に属し、代々の墓所は連山県鶏龍山北青巌洞。
- 祖父：宋謙 - 正順大夫、判典客寺事、兼春秋館編修官事[1]。
- 父：宋玄徳 - 通訓大夫、兼春秋館記注官[1]。
- 弟：宋公亀 - 参判。後に霊光郡に移る[1]。
- 妻：東萊鄭氏（朝鮮語版）判書鄭允厚女[1]。
- 子：宋寿之 - 右軍司勇、贈通政大夫、兵曹参議[1]。
- 孫：宋福川 - 奮順副尉、贈嘉善大夫、兵曹参判、兼同知義禁府事[1]。